# Guanghai
Guanghai (kinesiska: 广海) är en köping i sydöstra Kina. Den ligger i Taishan i staden Jiangmen i provinsen Guangdong, omkring 140 kilometer söder om provinshuvudstaden Guangzhou. Antalet invånare är 43 465. Befolkningen består av 21 550 kvinnor och 21 915 män. Barn under 15 år utgör 13,0 %, vuxna 15-64 år 75 %, och äldre över 65 år 10,0 %.